# Арно, Антуан (сын)
Антуан Арно́ (фр. Antoine Arnauld; 16 февраля 1612, Париж — 8 августа 1694, Брюссель) — французский теолог, философ, логик и математик. Изучал сперва юридические науки, а позднее под влиянием Сен-Сирана и Янсения занимался богословием.

## Биография
Антуан Арно родился в известной овернской фамилии Арно, в семье Антуана Арно-старшего.
В 1641 году он был священником, в 1643 — членом Сорбонны, а в 1648 — одним из пор-рояльских отшельников.
Во всех спорах с иезуитами, духовенством и правительством Арно постоянно был главным выразителем мнений янсенистов. Против иезуитского обыкновения причащаться как можно чаще он написал брошюру «De la fréquente communion» (Париж, 1643); в защиту от обвинений со стороны кальвинистов, в сотрудничестве с П. Николем, написана им «La perpétuité de la foi de l'église catholique touchant l’eucharistie» (Париж, 3 т., 1669 — 72). Первое из названных сочинений вызвало гнев иезуитов, второе — сильнейшее неудовольствие со стороны реформатов. Иезуиты принудили его своими преследованиями к бегству в Нидерланды; реформаты, в особенности Клод и Жюрье, отвечали Арно горячими и резкими печатными возражениями.
Он вёл ожесточённую борьбу с Мальбраншем, которая продолжалась до самой его смерти, последовавшей в Люттихе 8 августа 1694 года. Арно обладал сильным, в высшей степени последовательным умом и большими знаниями. В полемике он отличался необыкновенной смелостью, а горячность его нередко доходила до оскорблений противников.
Сочинения его изданы аббатом Готефажем в 45-ти томах в Лозанне в 1775—1783 гг. Большое значение в образовании имели созданные Арно учебники, особенно написанная им совместно с П. Николем «Логика, или Искусство мыслить» (известная как «Логика Пор-Рояля»), по которой учились несколько поколений французов.